# Divinità degli alberi

Una Driade.

Una divinità degli alberi (o divinità arborea) è una figura divina della Natura legata ad un albero. Tali divinità sono presenti in molte culture di tutto il mondo; solitamente vengono rappresentate come una giovane donna, spesso collegata ad un arcaico culto della fertilità o di venerazione nei confronti degli alberi.
Lo status divino di tali figure può variare, da quello della locale fata, al fantasma al folletto alla ninfa, fino a giungere alla vera e propria Dea.

## Esempi di divinità degli alberi
Le Yaksi o yakṣiṇī (in lingua sanscrita: याक्षिणि), sono mitici spiriti femminili dall'aspetto di giovinette della mitologia induista, del buddhismo e del Giainismo; strettamente associati con gli alberi, in particolare l'"albero di Ashoka" (Saraca asoca) e l'albero sal (Shorea robusta). Anche se queste presenze arboree si dimostrano generalmente come benevole, vi possono in certi casi essere anche yakṣiṇī con caratteristiche malevoli nel folclore della cultura indiana.
Panaiveriyamman, dal nome Panai, termine della Lingua tamil usato per indicare la "palma Palmyra" (Borassus spp.), è un'antica divinità della fertilità legata a questo tipo di palma da sempre molto importante nella cultura dei Tamil.Questa divinità è anche conosciuta come Taalavaasini, un nome che riguarda inoltre tutti i tipi di palme. Alcune altre divinità arboree Tamil sono collegate ad antiche divinità agricole, quali Puliyidaivalaiyamman, la divinità del tamarindo, e Kadambariyamman, associata alla kadamba. Questi sono stati visti come manifestazioni di una dea che offre le sue benedizioni, donando in tal modo frutti in abbondanza.
In Thailandia i fantasmi del villaggio o le fate legate agli alberi, come Nang Ta-khian e Nang Tani sono noti genericamente come Nang Mai (นาง ไม้). Ci sono anche altri fantasmi di alberi che sono di sesso maschile.
Le divinità dell'albero erano comuni nell'antica tradizione dell'Europa settentrionale. Ai tempi di Carlo Magno, a seguito della "Capitulatio de partibus Saxione" del 782 le offerte rivolte agli alberi sacri o qualsiasi altra forma di culto degli spiriti degli alberi e delle sorgenti vennero messe ufficialmente fuorilegge. Ancora nel 1227 il sinodo di Treviri ha decretato che il culto degli alberi e delle fonti era rigorosamente e definitivamente proibito.

## Elenco di divinità degli alberi
Divinità-albero sono presenti in diverse culture sparpagliate in tutto il mondo:

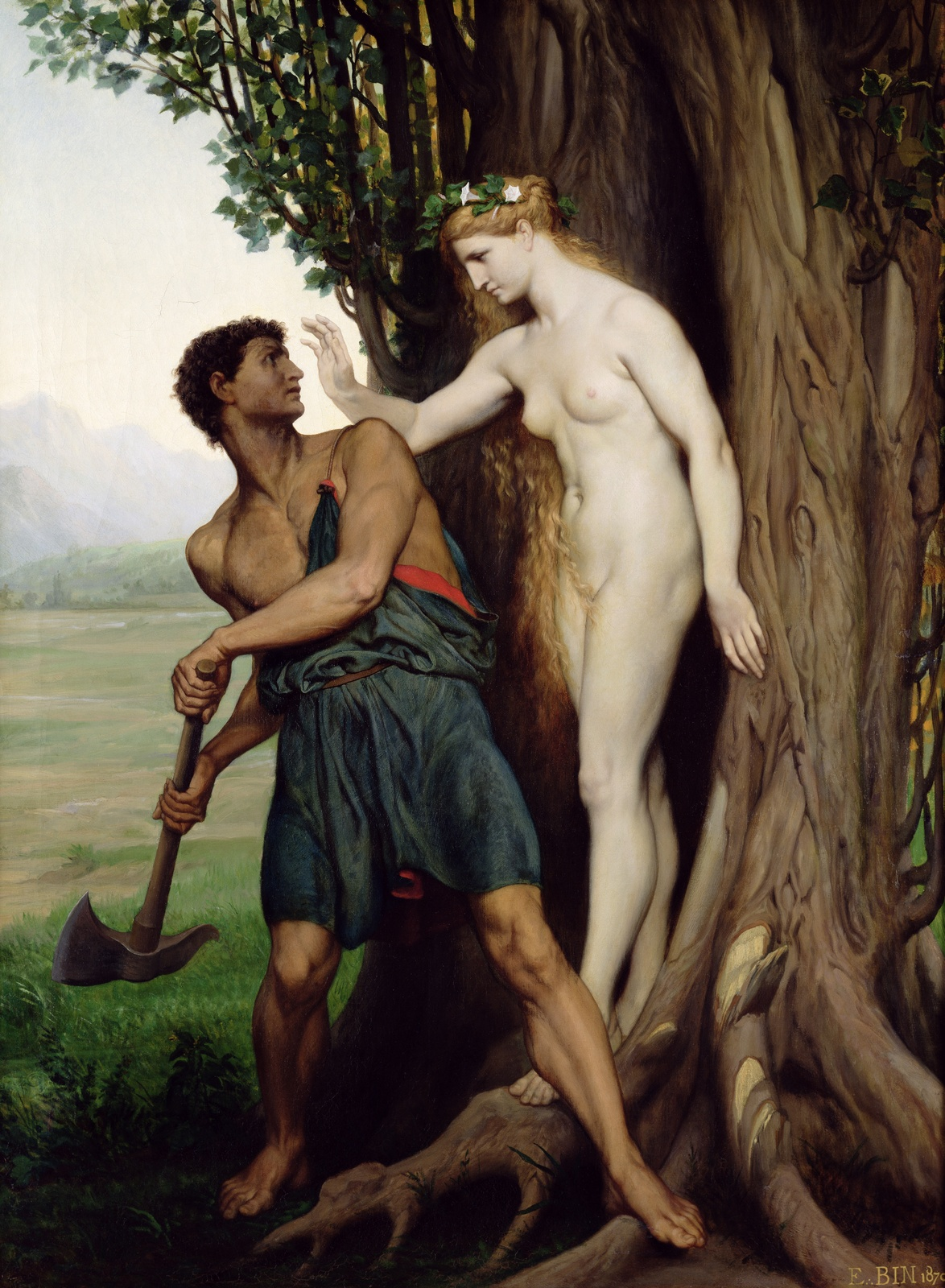
Un'amadriade.

- Driadi e Amadriadi della mitologia greca.
- Hathor, detta anche "Signora del sicomoro" nell'Antico Regno dell'antico Egitto.
- Kurozome, lo spirito del ciliegio giapponese (Prunus serrulata)
- Meliadi, le ninfe del frassino nella mitologia greca.
- Nang Ta-Khian, divinità femminile associata all'Hopea odorata nel folclore della cultura tradizionale dell'etnia Thai.
- Nang Tani, uno spirito femminile ambiguo che vive nel banano selvatico (Musa balbisiana)
- Hōkō o Penghou, uno spirito a forma di cane commestibile descritto nell'antica letteratura cinese classica Shan Hai Jing.
- Pi-fang è un albero-divinità della mitologia cinese[6].
- Rakapila è un albero sacro appartenente alle divinità del Madagascar[7].

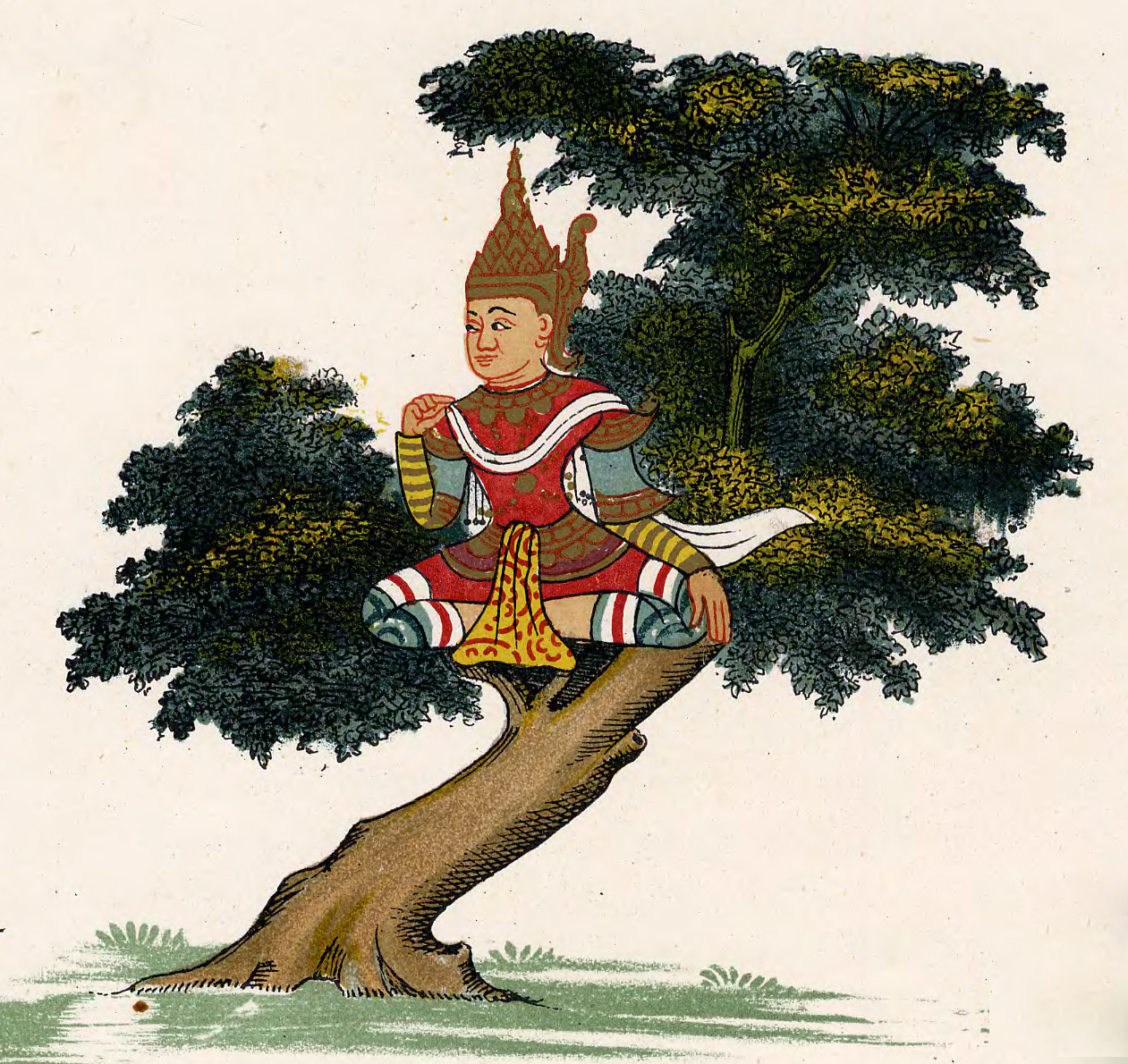
"Yokkaso" (spiriti guardiani degli alberi) birmani.

## Ninfe degli alberi
Il Deipnosophistai di Ateneo di Naucrati elenca otto amadriadi, figlie di Oxylo (figlio di Orea) e di sua sorella Hamadryas:
1. Karya (noce, nocciolo o castagno)
2. Balanos/Balanus (quercia, ma da cui prende nome anche il crostaceo o ghianda di mare Balanus appartenente ala famiglia delle Balanidae)
3. Kraneia (corniolo o ciliegio)
4. Morea (gelso)
5. Aigeiros (Pioppo nero)
6. Ptelea (olmo. Da cui prende nome il genere Ptelea appartenente alla famiglia delle Rutaceae)
7. Ampelos (vitis vinifera. Derivante dal nome di Ampelo, il satiro adolescente amato da Dioniso)
8. Syke (ficus)

### Altro
Gli Akathaso sono spiriti birmani che abitano le cime degli alberi e fungono così da guardiani del cielo.
Gli Ent sono una razza di esseri arborei creati da J. R. R. Tolkien.
La Salabhanjika sono un tipo particolare di scultura che visualizza caratteristiche femminili stilizzate.